# مارکوس مارکز
مارکوس مارکز (انگلیسی: Marcos Márquez؛ زادهٔ ۲۳ ژوئیهٔ ۱۹۷۷) بازیکن فوتبال اهل اسپانیا است.
از باشگاه‌هایی که در آن بازی کرده‌است می‌توان به باشگاه فوتبال اتلتیکو مادرید، باشگاه فوتبال کوردوبا، باشگاه فوتبال لاس پالماس، باشگاه فوتبال لگانس، و باشگاه فوتبال اتلتیکو مادرید بی اشاره کرد.